# Takatsukasa Sukehiro
Takatsukasa Sukehiro (jap. 鷹司 輔熙/鷹司 輔煕; * 5. Dezember 1807 in Kyōto; † 9. Juli 1878) war ein Spross der hochadligen Familie Takatsukasa, von Konoe Iezane abstammend, die als eine der go-sekke für würdig genug galt, Regenten (kampaku) für den japanischen Tennō zu stellen.
Sukehiro, der Sohn Takatsukasa Masamichis war zunächst Oberhofmeister für den Kronprinzen, dann Udaijin („Kanzler zur Rechten“) im ersten folgenden Rang. Wie sein Vater wurde er für seine Beteiligung an der Ansei-Säuberung unter Hausarrest gestellt, jedoch 1862 begnadigt, um dann für Kōmei als vorletzter Kampaku vom 12. März 1863 bis 31. Januar 1864 im Amt zu sein. Nach 1868 war er Direktor des Jimukyoku und mit der Verwaltung von Shintō-Angelegenheiten befasst. Verheiratet war Sukehiro mit  einer Tochter des Ichijō Tadayoshi. Der Sohn Sukemasa (輔政; * 1849) verstarb jung 1867 im Amt eines Gon-Chūnagon.